# 梅守和
梅守和（1561年—1613年），字季方，號鏡水、三水，南直隸寧國府宣城縣人，明朝政治人物。

## 生平
萬曆十三年（1585年）乙酉科應天鄉試舉人，二十六年（1598年）戊戌科二甲第一名進士（傳臚）。吏部觀政，授禮部儀制司主事，二十八年升禮部主客司員外郎，二十九年升精膳司郎中，三十二年调儀制司，本年出為河南按察司副使，提督學政，三十六年升河南右參政，三十八年升廣西按察使，四十一年升廣西右布政使，本年卒于任。

## 家族
曾祖梅珍；祖父梅棖，號小溪，曾任淮王府典膳；父梅繼善，梅棖第五子，號城山，由歲貢生任安慶府學教授，累贈奉政大夫禮部精膳司郎中，祀鄉賢。母張氏。具慶下。生子四：梅守相、梅守極、梅守峻、梅守和。
兄梅守相，隆慶庚午舉人、萬曆己丑進士；梅守極，萬曆丙子舉人；梅守峻，萬曆壬午舉人、癸未進士。一門兄弟三進士一舉人，為官皆有德政，一時傳為美談。
從兄梅守德，辛丑進士，官參政。